# Вингерт, Николай Александрович
Николай Александрович Вингерт — спортсмен и тренер кудо. Серебряный призёр чемпионата мира 2009 года, чемпион России по кудо, обладатель кубка России. Обладатель кубка мира по кудо (2011 г.). Обладатель кубка мира по кикбоксингу по версии WAKO.

## Биография
Родился 12 января 1984 года в городе Минеральные воды. Получил высшее образование. Женат на титулованной кудоистке Алине Резепкиной, воспитывает четырёх сыновей.
Мастер спорта международного класса по кудо, обладатель чёрного пояса 2 дана.
- С 2005 года начал заниматься и развивать кудо в Ставропольском крае.
- 2009 год — получил звание «Мастера Спорта России» по кудо.
- 2007 года — был назначен председателем Ставропольского Краевого Регионального Отделения Кудо ОФСОО Федерации Кудо России.
- В 2014 году был назначен руководителем Регионального Отделения кудо Северо-Кавказского Федерального Округа.

- 2010 год — получил звание Мастера спорта России международного класса по кудо.

- 2014 год — успешно прошёл аттестацию на чёрный пояс 2 Дан по кудо.
- 2016 год — выиграл кубок мира по кикбоксингу по версии WAKO[6].
- 2017 год — женился на спортсменке кудо Алине Резепкиной. Свадьба прошла в горах Северной Осетии на высоте 2540 метров над уровнем моря[8].
- 2017 год - выиграл чемпионат Ставропольского края по грепплингу[9].